# لوک با بی‌ملاحظگی رفتار می‌کند
لوک با بی‌ملاحظگی رفتار می‌کند (انگلیسی: Luke Rides Roughshod) یک فیلم کمدی صامت کوتاه به کارگردانی هال روچ است که در سال ۱۹۱۶ منتشر شد.

## بازیگران
- هارولد لوید
- اسناب پالرد
- ببه دنیلز
- سمی بروکس
- باد جیمیسون
- چارلز استیونسون
- فرد سی. نیومیر
- اوا تاچر
- دی لمپتون